# Mattias Beijmo
Mattias Beijmo, folkbokförd Carl Gustav Mattias Bejmo, född 27 augusti 1974 i Eskilstuna Klosters församling i Södermanlands län, är en svensk författare och musiker.

## Biografi
Beijmo är tillsammans med Annah Björk upphovsman till utställningen I'm alive som visats på Tekniska Museet i Stockholm och House of Sweden, Washington. Denna utställning gav honom priset Meg Award i kategorin "Årets Förnyare" vid Mediedagarna MEG 2017. Samarbetet om flyktingkrisen med Björk ledde också till boken Båt 370 – Döden på Medelhavet som gavs ut i mars 2017. Han har också skrivit boken "De kan inte stoppa oss" som gavs ut på Volante år 2018. Hans senaste bok, "Priset på liv" gavs ut 2023 på förlaget Kaunitz Olsson.
1999 startade han företaget DUMA som arbetar med digitalisering för bland annat banker, dagstidningar och fackförbund.
I mars 2020 startade han tillsammans med tankesmedjan Futurion en podcast, Datadriven, om den ökande övervakningen i arbetslivet.
Han medverkade 2021 med kapitlet "Kampen om arbetslivets data och algoritmer" i antologin "Vad händer nu - välfärden efter Corona" (Premiss förlag) tillsammans med bland andra Göran Greider, Ulf Kristersson och Susanna Alakoski.
Han skriver musik och spelar i Isobel & November med vilka han spelat in fyra fullängdsalbum. Det senaste, "The Funeral Party", gavs ut 2017 på etiketten Erik Axl Sund.